# U-18-Faustball-Europameisterschaft 2017
Die 13. Faustball-Europameisterschaft für männliche U18-Mannschaften fand am 15. und 16. Juli 2017 in Kleindöttingen (Schweiz) zeitgleich mit der Europameisterschaft 2017 für weibliche U18-Mannschaften statt. Die Schweiz war zum sechsten Mal Ausrichter der Faustball-Europameisterschaft der männlichen U18-Mannschaften. Die Deutsche U18-Faustballnationalmannschaft, verteidigte ihren Titel aus dem Jahr 2015 mit einem 3:0-Sieg gegen Österreich.

## Teilnehmer
Vier Nationen nahmen an den Europameisterschaften der männlichen U18 teil. Die Vereinigten Staaten durften aufgrund einer Sonderregelung der International Fistball Association an den Europameisterschaften teilnehmen, da es in Nordamerika keine kontinentalen Meisterschaften gibt. 
- Deutschland (Titelverteidiger)
- Österreich
- Schweiz (Gastgeber)
- Vereinigte Staaten

## Vorrunde

### Spielergebnisse
| Samstag, 15. Juli 2017 |           |                    |   |                    |                          |
| 1                      | 12:00 Uhr | Vereinigte Staaten | – | Schweiz            | 0:3 (2:11, 4:11, 7:11)   |
| 2                      | 12:00 Uhr | Österreich         | – | Deutschland        | 0:3 (4:11, 6:11, 7:11)   |
| 3                      | 14:30 Uhr | Deutschland        | – | Schweiz            | 3:0 (11:5, 11:7, 12:10)  |
| 4                      | 14:30 Uhr | Österreich         | – | Vereinigte Staaten | 3:0 (11:7, 11:5, 11:4)   |
| 5                      | 17:00 Uhr | Österreich         | – | Schweiz            | 3:0 (11:8, 12:10, 12:10) |
| 6                      | 17:00 Uhr | Deutschland        | – | Vereinigte Staaten | 3:0 (11:3, 11:3, 11:3)   |

| Pl. | Team               | Sp. | Sätze | Bälle  | Pkt. |
| --- | ------------------ | --- | ----- | ------ | ---- |
| 1   | Deutschland        | 3   | 9:0   | 100:48 | 6:0  |
| 2   | Österreich         | 3   | 6:3   | 85:77  | 4:2  |
| 3   | Schweiz            | 3   | 3:6   | 83:82  | 2:4  |
| 4   | Vereinigte Staaten | 3   | 0:9   | 38:99  | 0:6  |

## Platzierungs- und Finalspiele
| Halbfinale 1       | Halbfinale 1 | Halbfinale 1 | Halbfinale 1       | Halbfinale 1 | Halbfinale 1            | Halbfinale 1 | Halbfinale 1 |
| ------------------ | ------------ | ------------ | ------------------ | ------------ | ----------------------- | ------------ | ------------ |
| Sonntag, 16.7.2017 |              |              |                    |              |                         |              |              |
| 12:00 Uhr          | Deutschland  | –            | Vereinigte Staaten | 3:0          | (11:3 \| 11:3 \| 11:2)  |              |              |
| Halbfinale 2       |              |              |                    |              |                         |              |              |
| 12:00 Uhr          | Österreich   | –            | Schweiz            | 3:0          | (11:9 \| 11:8 \| 11:8)  |              |              |
| Spiel um Platz 3   |              |              |                    |              |                         |              |              |
| 12:30 Uhr          | Schweiz      | –            | Vereinigte Staaten | 3:0          | (5:11 \| 8:11 \| 5:11)  |              |              |
| Finale             |              |              |                    |              |                         |              |              |
| 16:15 Uhr          | Deutschland  | –            | Österreich         | 3:0          | (12:10 \| 11:5 \| 11:6) |              |              |

## Schiedsrichter
Von der zuständigen Kommission der European Fistball Association wurden fünf Schiedsrichter für die Europameisterschaften der U18 nominiert.
| Österreich - Markus Plank | Deutschland - Mike Braune - Udo Mehle | Schweiz - Cyrille Bournarie - Richard Meyerhans |

## Endergebnis
| Platz | Land        | Flagge |
| ----- | ----------- | ------ |
| 1.    | Deutschland |        |
| 2.    | Österreich  |        |
| 3.    | Schweiz     |        |
| 4.    | USA         |        |